# 大分県立図書館
大分県立図書館（おおいたけんりつとしょかん）は、大分県大分市大字駄原587番地の1にある公立図書館である。

## 歴史
蔵書数は約110万冊（2012年3月末）で九州の県立図書館の中で最大、年間貸出冊数（個人貸出）は約108万冊（2011年度）で全国第3位である。なお、2010年度の統計では、蔵書数は1,082,554冊、年間入館者数は570,382人、年間貸出冊数（個人貸出）は1,087,381冊。
1995年（平成7年）2月に開館した現在の大分県立図書館の施設は、大分県立先哲資料館や大分県公文書館とともに、大分県大分市出身の建築家磯崎新の設計による複合文化施設豊の国情報ライブラリー（とよのくにじょうほうライブラリー）の一部となっている。
また、1966年（昭和41年）に開館した旧大分県立大分図書館の施設は、同じく磯崎新の設計によるもので、同年の日本建築学会賞を受賞しており、磯崎新の初期の代表作とされる。現在はアートプラザに改装され市民ギャラリー等として利用されている。
本項では新旧の両大分県立図書館について説明する。

## 現大分県立図書館
現在の大分県立図書館は、旧大分県立図書館の建物が手狭になったことに伴い、大分市王子町の旧国立大分病院の跡地に建設され、1995年2月に開館した。
建築作品としては、15m四方の吹き抜けの立方体である玄関ホールと、建物中央に位置し、68m四方の広大なスペースに7.5m間隔で100本の柱が林立し「百柱の間」と呼ばれる大閲覧室が特徴的である。

### 現大分県立図書館の建築概要
- 設計 - 磯崎新/磯崎新アトリエ
- 竣工 - 1995年2月
- 敷地面積 - 15,410.15m2
- 建築面積 - 6,669.24m2[4]
- 延床面積 - 23,002.22m2
- 構造 - SRC造（一部RC造）
- 規模 - 地上6階、地下1階
- 用途 - 図書館
- 所在地 - 大分県大分市大字駄原587番地の1
- 受賞 - 日本図書館協会建築賞（第15回）[5]

## 旧大分県立大分図書館

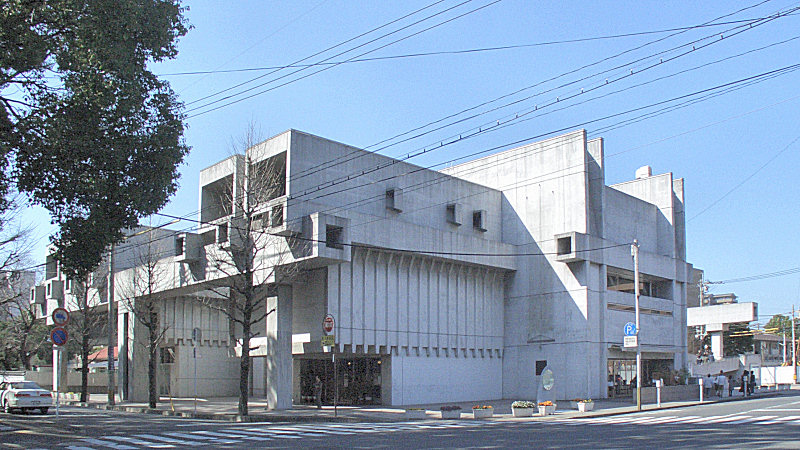
アートプラザ 外観

1966年7月に開館。建築家磯崎新の代表作であり、同年の日本建築学会賞を受賞した。2003年にはDOCOMOMO JAPAN選定 日本におけるモダン・ムーブメントの建築に選定。現在はアートプラザに改装され市民ギャラリー等として利用されている。
外観は、外部に突き出る断面正方形の中空状の梁が特徴であり、この梁は図書館が成長可能であることを示している。一方、内部空間は、外光を用いた光による演出が巧みに取り入れられており、トップライトからの光が落ちるロビーから、閲覧室にはいると一転して水平窓から光が差し込む空間が現れる。

### 旧大分県立大分図書館の建築概要
- 設計 - 磯崎新／磯崎新アトリエ
- 竣工 - 1966年6月
- 敷地面積 - 3,686.7m2
- 建築面積 - 1,607.9m2
- 延床面積 - 4,341.6m2
- 構造 - RC造
- 規模 - 地上3階、地下1階
- 用途 - 図書館
- 所在地 - 大分県大分市荷揚町3番31号
- 受賞 - 日本建築学会賞（1966年）

## 沿革
- 1902年3月13日 - 大分県共立教育会附属大分図書館として創設。
- 1902年5月24日 - 大分県共立教育会事務所内に開館。場所は現在の大分中央警察署付近であった[7][8]。
- 1904年5月 - 1901年に死去した福沢諭吉を記念して、福沢記念図書館に改称。
- 1904年10月27日 - 教育会事務所北側に建築した新館（1904年6月26日落成）が開館。
- 1921年1月9日 - 大分県会議事堂敷地内（現在の大分県庁舎別館付近）に移転。
- 1931年4月1日 - 県立に移管され、大分県立大分図書館に改称。
- 1945年7月16日 - 大分空襲により焼失。
- 1945年8月24日 - 金池国民学校（現大分市立金池小学校）の一部を借りて業務再開。
- 1948年5月10日 - 焼失した図書館跡に新築した第1期新館（1948年4月落成）が開館。
- 1949年3月17日 - 第2期新館（1949年3月10日落成）が開館。
- 1966年7月1日 - 大分市荷揚町3番31号（旧県議会議事堂跡地）に移転（現在のアートプラザ）。
- 1995年2月28日 - 現在地（国立大分病院跡地）に移転するとともに、大分県立図書館に改称[9]。